# دوغ كيلبيرن
دوغ كيلبيرن هو لاعب هوكي الجليد كندي، ولد في 10 أغسطس 1930 في إدمونتون في كندا.